# Coihueco
Coihueco este un oraș și comună din provincia Ñuble, regiunea Bío Bío, Chile, cu o populație de 25.159 locuitori (2012) și o suprafață de 1776,6 km2.